# Trường Đại học Bard
Trường Đại học Bard (tiếng Anh: Bard College), thành lập năm 1860 với tên St. Stephen's College, là một trường đại học khai phóng (liberal arts college) tư thục ở Annandale-on-Hudson, New York, Hoa Kỳ.

## Cá nhân nổi tiếng
- An-My Lê